# ニコラ・ゴス
ニコラ・ゴス（Nicolas Gosse 、または François Nicolas-Louis Gosse、1787年10月2日 - 1878年2月9日）はフランスの画家である。アカデミック美術の画家で、ナポレオンの治世から王政復古の時代の歴史的な出来事などを描いた。

## 略歴
パリで生まれた。エコール・デ・ボザールでフランソワ＝アンドレ・ヴァンサンに学んだ。1808年からパリのサロンに出展をはじめ、1870年まで出展を続けた。1819年に3等のメダルを受賞し、1824年に2等のメダルを受賞した。1928年にレジオンドヌール勲章（シュバリエ）を受勲し、1970年にレジオンドヌール勲章オフィシエを受勲した。
アカデミック美術のスタイルで、ナポレオンの治世の歴史的な出来事などを描いた。
画家のエミール・ビンはゴスの甥にあたり、ゴスから絵を学んだ。

## 作品

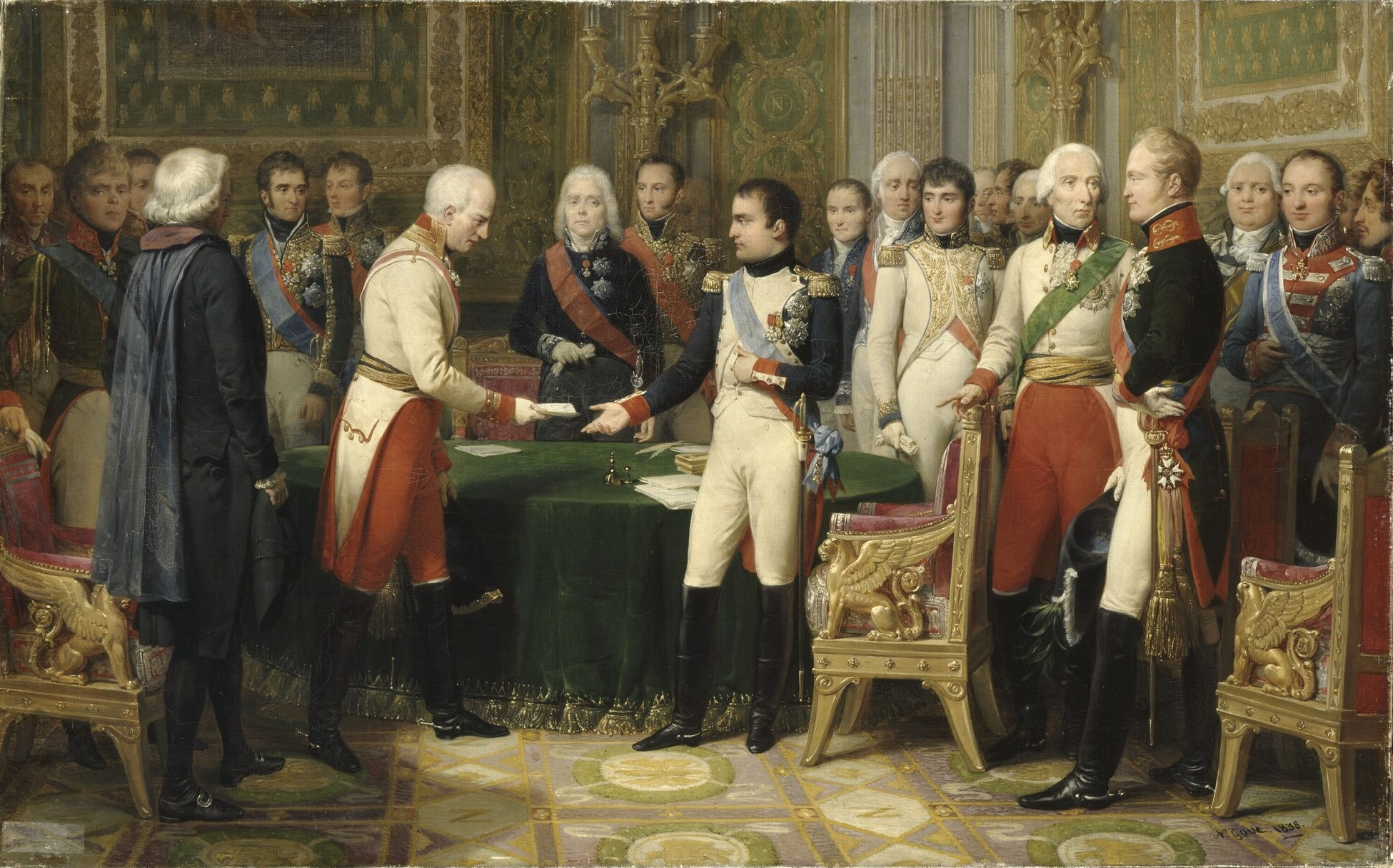
1808年のエアフルト会議のナポレオン
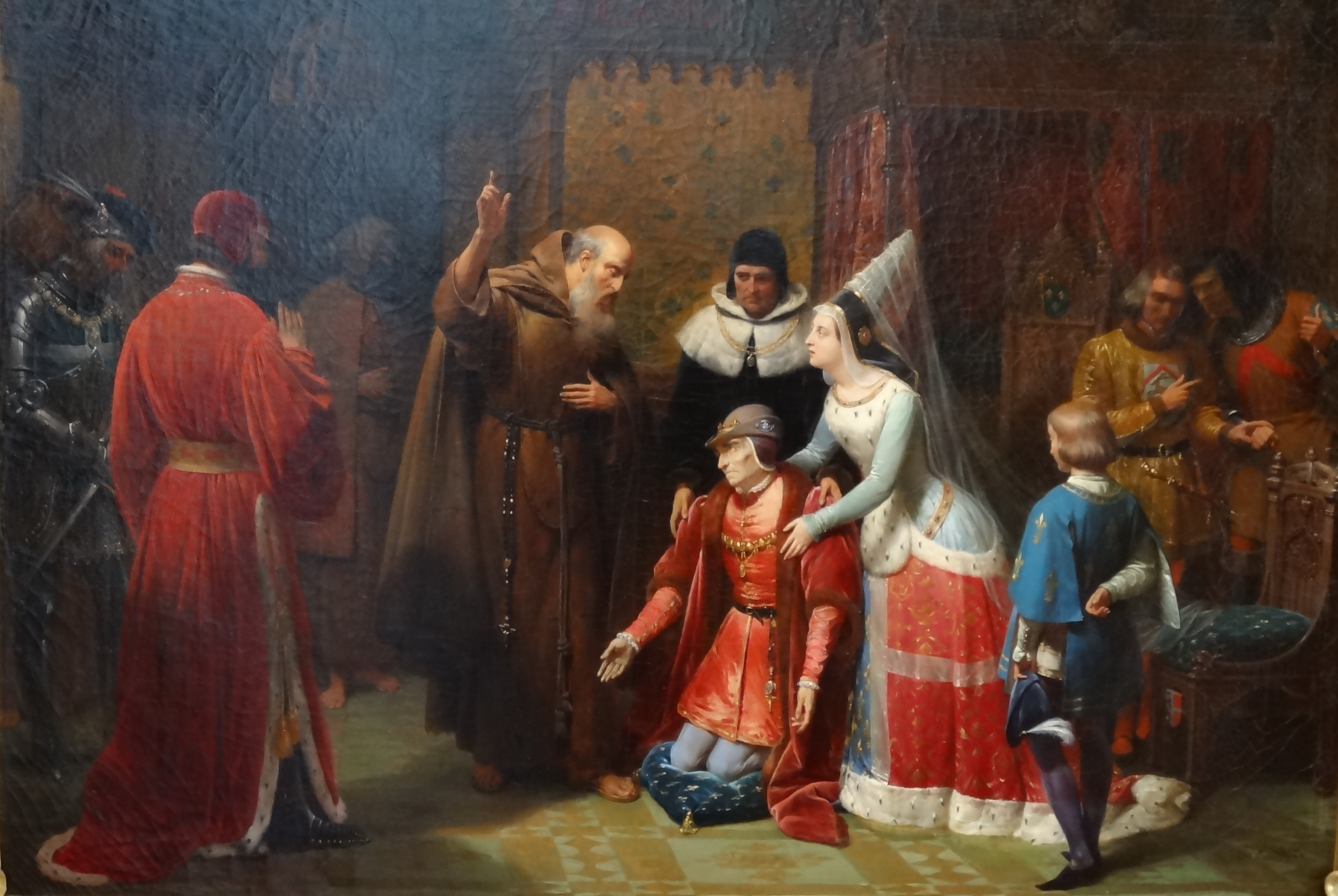
パオラの聖フランチェスコの前に跪くルイ11世

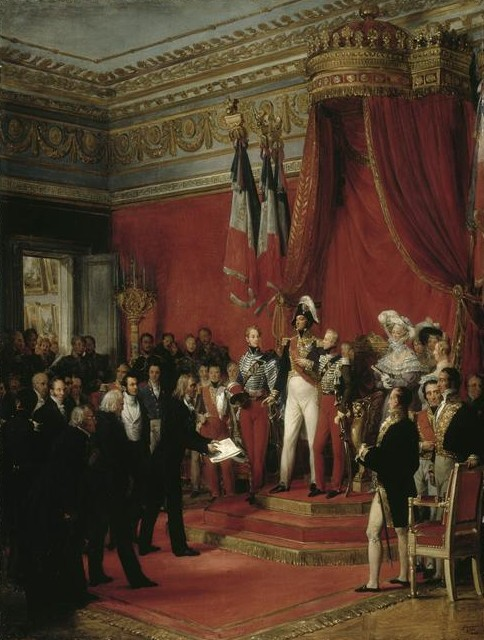
ベルギー王就任を拒否するヌムール公ルイ王子
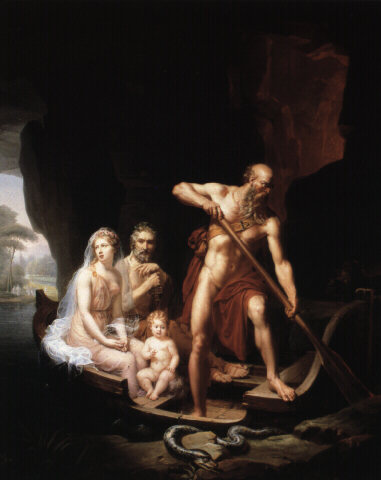
ステュクス川(三途の川)を渡る家族
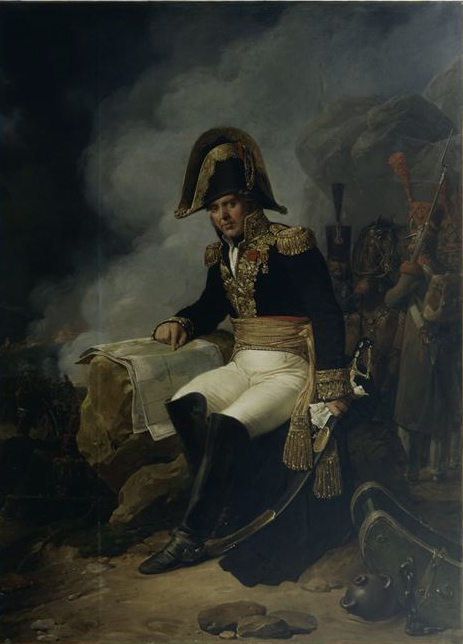
"Le général Bernard-Georges-François Frère (1764-1826)"
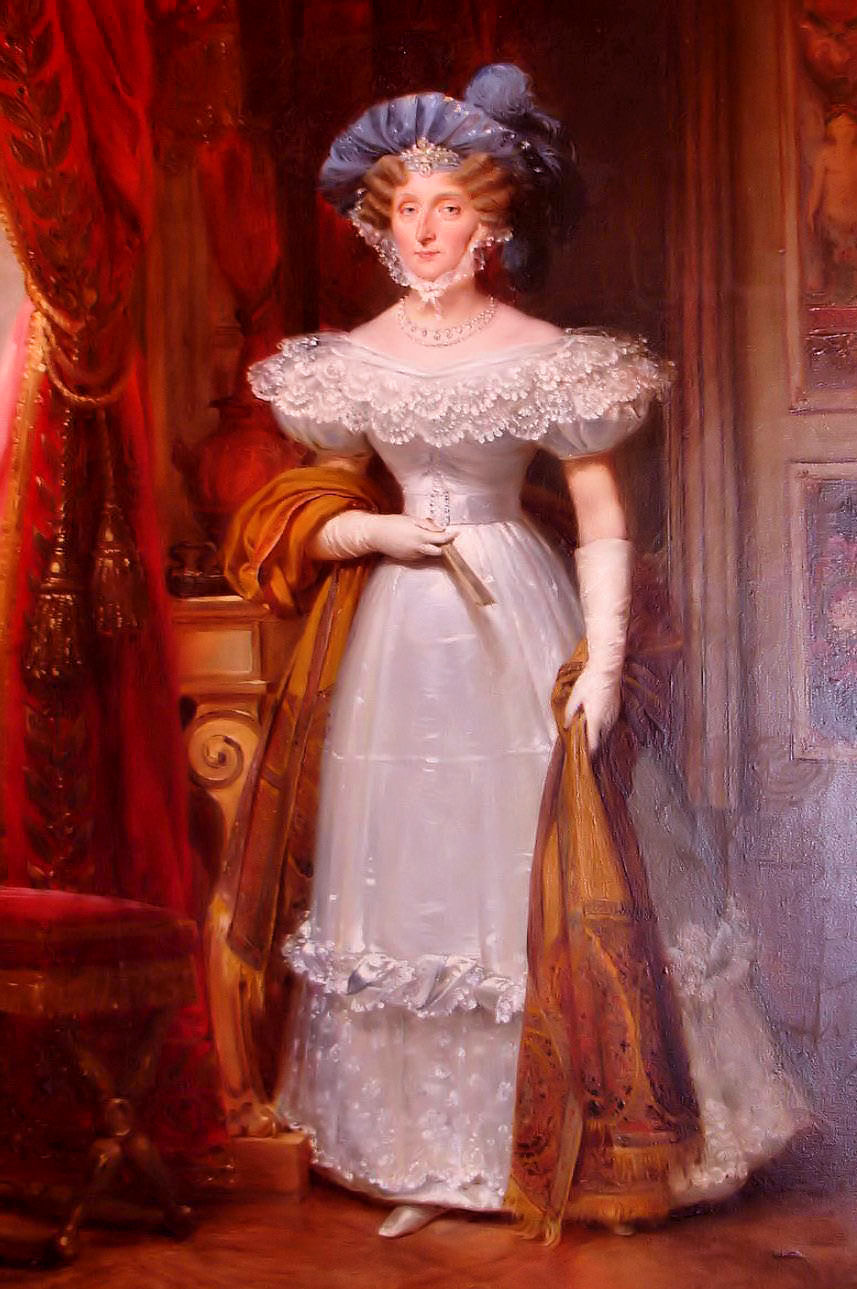
マリー・アメリー・ド・ブルボン